# Paolo Savona
Paolo Savona, né le 6 octobre 1936 à Cagliari, est un économiste, professeur d'université et un homme politique italien, ancien ministre de l'Industrie du gouvernement Ciampi. De juin 2018 à mars 2019, il a été ministre des Affaires européennes sans étiquette au sein du gouvernement Conte.

## Biographie
Paolo Savona est diplômé de l’université de Cagliari ès Sciences économiques, titre qu'il obtient avec mention en 1961 et commence sa carrière à la banque d'Italie.
Entre 1976 et 1980, il devient directeur général de la Confindustria. De 1980 à 1989, Savona a présidé la Banca di Credito Sardo. De 1980 à 1982, il a également été secrétaire général de la planification économique au ministère italien du Commerce. De 1989 à 1990, il a été CEO et Managing Director de la Banca Nazionale del Lavoro, de 1990 à 1999 et de 2010 à 2014, Président du Fondo Interbancaire de Tutela dei Depositi. De 2000 à 2010, il a été président de Salini Impregilo et Gemina, Aeroporti di Roma et Consorzio Venezia Nuova et en tant que membre du Conseil d'administration de RCS MediaGroup et de Telecom Italia. Il a également été vice-président de la banque Capitalia et président de la Banca di Roma.
En 1993, il est nommé par le gouvernement de Carlo Azeglio Ciampi au ministère de l'Industrie, du commerce et de l'artisanat.
Parmi les autres rôles que Savona a joué au cours de sa carrière, il a été membre du Comité de normalisation et des statistiques financières de l'OCDE et du Comité permanent des eurodollars de la BRI, Président du Conseil technique scientifique pour la planification économique, Commission d'enquête sur l'énergie nucléaire en Italie et membre des Commissions Ortona et Jucci pour la réforme des services de sécurité en tant qu'expert en matière économique.
Savona a publié un grand nombre d'écrits portant sur la finance. D'un point de vue scientifique, il a rejeté le traité de Maastricht parce que les critères de stabilité qui y sont énoncés nuiraient à l'économie italienne. Plus largement, il s'est montré très critique sur l'Union économique et monétaire européenne. Sous le titre Guida Pratica all'uscita dall'Euro (en français : Guide pratique pour quitter l'euro), également appelé Plan B, il a élaboré en 2015 un concept pour le retrait de l'Italie de l'Eurosystème et le retour de la Lire.
Il a donné des cours dans plusieurs grandes universités italiennes.
En mai 2018, l'éventualité de sa nomination comme ministre de l'Économie et des Finances, dans un gouvernement Giuseppe Conte en formation, provoque une crise avec le président de la République, Sergio Mattarella qui refuse de le nommer à ce poste en raison des positions eurosceptiques de l'intéressé. En raison de ce refus présidentiel, Giuseppe Conte renonce alors, dans un premier temps, à accepter le mandat de président du Conseil des ministres. Le 31 mai, Conte annonce la liste des ministres, dans laquelle Savona est cette fois ministre sans portefeuille aux Affaires européennes.
L'annonce de son départ prochain du gouvernement pour rejoindre la Commissione nazionale per le società e la Borsa (Consob), un organe de surveillance de la Bourse, a lieu  5 février 2019. Le président de la République, Sergio Mattarella, accepte sa démission de ses fonctions de ministre le 8 mars 2019.